# Tabuaço (freguesia)
Tabuaço is een plaats (freguesia) in de Portugese gemeente Tabuaço en telt 1780 inwoners (2001).